# Eriopyga
Eriopyga é um gênero de traça pertencente à família Arctiidae.